# Kvarte
Kvarte (do roku 1981 Kvarti) je vesnice v Chorvatsku v Licko-senjské župě. Je součástí opčiny Perušić, od jejíhož stejnojmenného střediska se nachází asi 3 km severně. V roce 2011 zde trvale žilo 193 obyvatel.
Vesnice leží na silnici D50, blízko prochází dálnice A1.

## Sousední sídla
| Růžice kompasu | Studenci                   |         | Kosa Janjačka | Růžice kompasu |
| Růžice kompasu | Klenovac                   | Sever   |               | Růžice kompasu |
| Růžice kompasu | Klenovac                   | Kvarte  |               | Růžice kompasu |
| Růžice kompasu | Klenovac                   | Jih     |               | Růžice kompasu |
| Růžice kompasu | Selo Sveti Marko Mezinovac | Perušić | Konjsko Brdo  | Růžice kompasu |